# マーラ (イタリア)
マーラ（イタリア語: Mara）は、イタリア共和国サルデーニャ州サッサリ県にある、人口約600人の基礎自治体（コムーネ）。

## 地理

### 位置・広がり

#### 隣接コムーネ
隣接するコムーネは以下の通り。
- コッソイーネ
- パドリア
- ポッツォマッジョーレ